# Ploceus luteolus
El tejedor chico (Ploceus luteolus) es una especie de ave paseriforme de la familia Ploceidae. Se encuentra en África, concretamente en numerosos países del África Subsahariana.

## Distribución

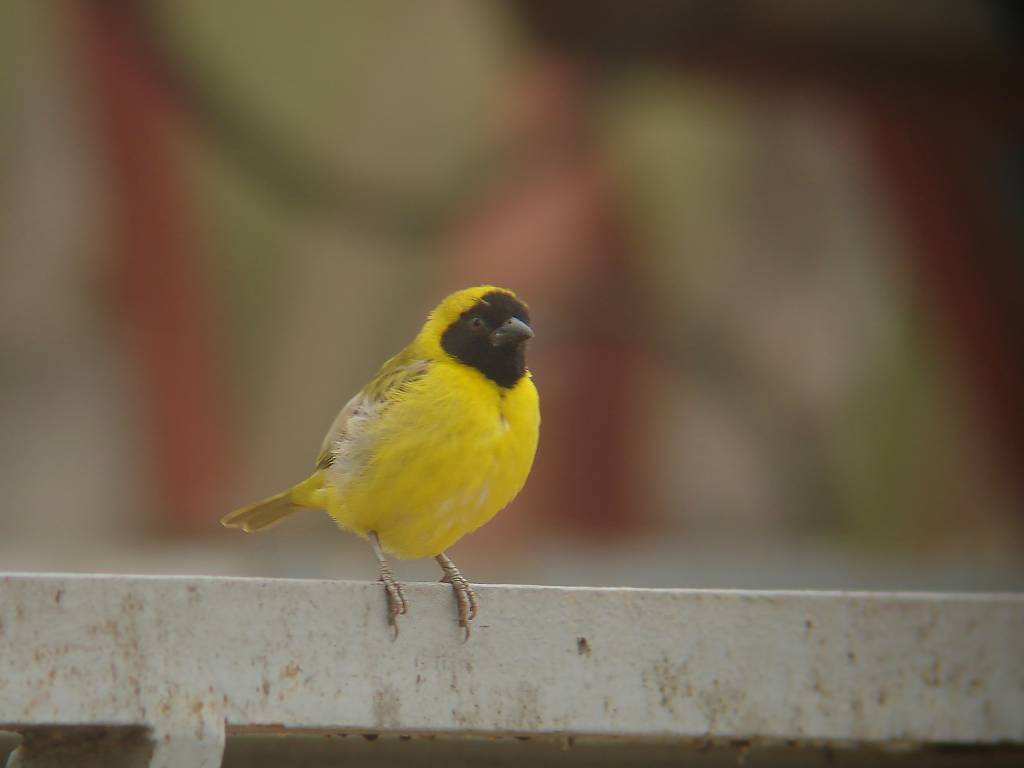
Ploceus luteolus.

Se puede encontrar en Benín, Burkina Faso, Camerún, República Centroafricana, Chad, República Democrática  del Congo, Costa de Marfil, Eritrea, Etiopía, Gambia, Ghana, Guinea-Bissau, Kenia, Mali, Mauritania, Níger, Nigeria, Senegal, Sudán, Tanzania, Togo y Uganda.

## Subespecies
Cuenta con dos subespecies reconocidas:
- Ploceus luteolus kavirondensis
- Ploceus luteolus luteolus